# Río Mecaya
Le río Mecaya est une rivière de Colombie, tributaire du río Caquetá (rive droite), donc sous-affluent de l'Amazone par le rio Solimões.

## Géographie
Le río Mecaya prend sa source sur les dernières pentes de la cordillère Orientale, dans le département de Putumayo. Il coule ensuite vers l'est avant de rejoindre le río Caquetá à la frontière avec le département de Caquetá, une trentaine de kilomètres en aval de la ville de Solano.